# SMS Viribus Unitis
O SMS Viribus Unitis foi um couraçado operado pela Marinha Austro-Húngara e a primeira embarcação da Classe Tegetthoff, seguido pelo SMS Tegetthoff, SMS Prinz Eugen e SMS Szent István. Sua construção começou em julho de 1910 nos estaleiros da Stabilimento Tecnico Triestino em Trieste e foi lançado ao mar em junho do ano seguinte, sendo comissionado na frota austro-húngara em dezembro de 1912. Era armado com uma bateria principal composta por doze canhões de 305 milímetros montados em quatro torres de artilharia triplas, possuía deslocamento carregado de mais de 21 mil toneladas e conseguia alcançar uma velocidade máxima de vinte nós (37 quilômetros por hora).
O Viribus Unitis passou seus primeiros anos de carreira realizando treinamentos e viagens para portos estrangeiros. Ele transportou em junho de 1914 o arquiduque Francisco Fernando em uma viagem para a Bósnia, levando seu corpo de volta para a Áustria depois de ele ter sido assassinado em Sarajevo no evento que causou o início da Primeira Guerra Mundial. Seu serviço na guerra foi extremamente limitado devido à Barragem de Otranto imposta pelos Aliados. Suas maiores ações foram auxiliar a fuga dos cruzadores alemães SMS Goeben e SMS Breslau até o Império Otomano em agosto de 1914 e participar, junto com seus irmãos, do Bombardeio de Ancona em maio de 1915.
A guerra já estava praticamente perdida para a Áustria-Hungria em outubro de 1918, assim o governo decidiu dar o Viribus Unitis e boa parte do resto da frota para o recém-declarado Estado dos Eslovenos, Croatas e Sérvios. O couraçado foi entregue em 31 de outubro e renomeado para Jugoslavija, porém foi afundado logo no dia seguinte, depois de dois oficiais navais italianos terem conseguido prender duas minas no casco do navio. O naufrágio durou quinze minutos e matou o almirante croata Janko Vuković e centenas de marinheiros. Os destroços da embarcação ficaram a uma profundidade de sessenta metros e foram posteriormente desmontados entre 1920 e 1930.

## Características

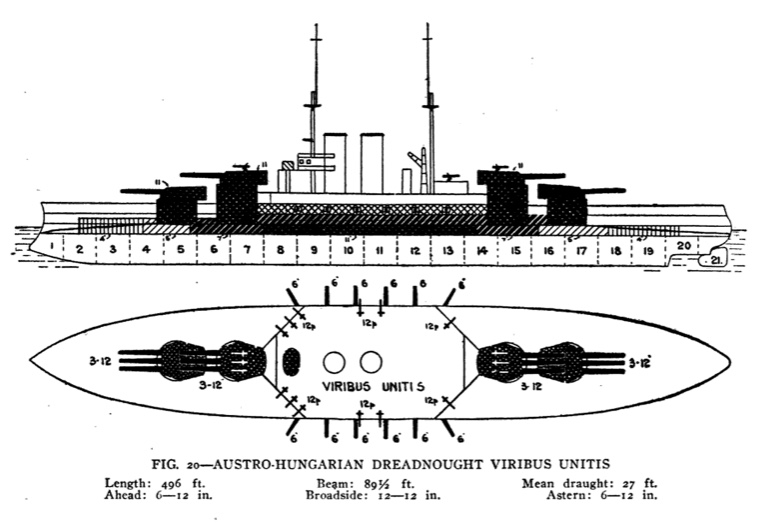
Diagrama do Viribus Unitis

O Viribus Unitis tinha 152 metros de comprimento de fora a fora, um calado que podia chegar a 8,7 metros quando totalmente carregado e uma boca de 27,9 metros. O navio possuía um deslocamento projetado de vinte mil toneladas, porém esse valor podia chegar em até 21 670 toneladas quando totalmente carregado com suprimentos de combate. Seu sistema de propulsão era composto por doze caldeiras Babcock & Wilcox que impulsionavam quatro conjuntos de turbinas a vapor Parsons, que chegavam a produzir um total de 26,4 ou 27 mil cavalos-vapor (19,4 ou 19,9 quilowatts) de potência. O Viribus Unitis era capaz de alcançar uma velocidade máxima de vinte nós (37 quilômetros por hora). Ele podia carregar até 1,8 mil toneladas de carvão e mais 267,2 toneladas de óleo combustível que era borrifado no carvão com o objetivo de aumentar sua taxa de queima, o que proporcionava um alcance máximo de 4,2 mil milhas náuticas (7,8 mil quilômetros) a uma velocidade de dez nós (dezenove quilômetros por hora). Sua tripulação era formada por 1 087 oficiais e marinheiros.
A bateria principal do Viribus Unitis consistia em doze canhões Škoda K/10 de 305 milímetros. Estes eram montados em quatro torres de artilharia triplas, duas na proa e duas na popa, em ambos os casos com uma torre sobreposta a outra. Ele foi o primeiro navio de guerra do mundo a ser armado com torres triplas. Seus armamentos secundários tinham doze canhões Škoda K/10 de 150 milímetros montados em casamatas à meia-nau e dezoito canhões Škoda K/10 de 66 milímetros montados em armações giratórias abertas no convés superior, acima das casamatas. Também havia outros três canhões antiaéreos de 66 milímetros montados em cima das torres de artilharia superiores. Por fim, o couraçado foi equipado com quatro tubos de torpedo submersos de 533 milímetros, um na proa, um na popa e um de cada lado. O cinturão de blindagem tinha entre 150 milímetros de espessura nas extremidades e 280 milímetros na área central do navio, enquanto atrás do cinturão ficava uma antepara de torpedos de 25 milímetros. O convés era protegido por uma blindagem que ia desde trinta milímetros até 48 milímetros de espessura. As torres de artilharia e comando eram protegidas por blindagens iguais, que eram de 280 milímetros de espessura nas laterais e de sessenta milímetros nos tetos, enquanto a blindagem das casamatas era de 180 milímetros de espessura.

## História

### Tempos de paz

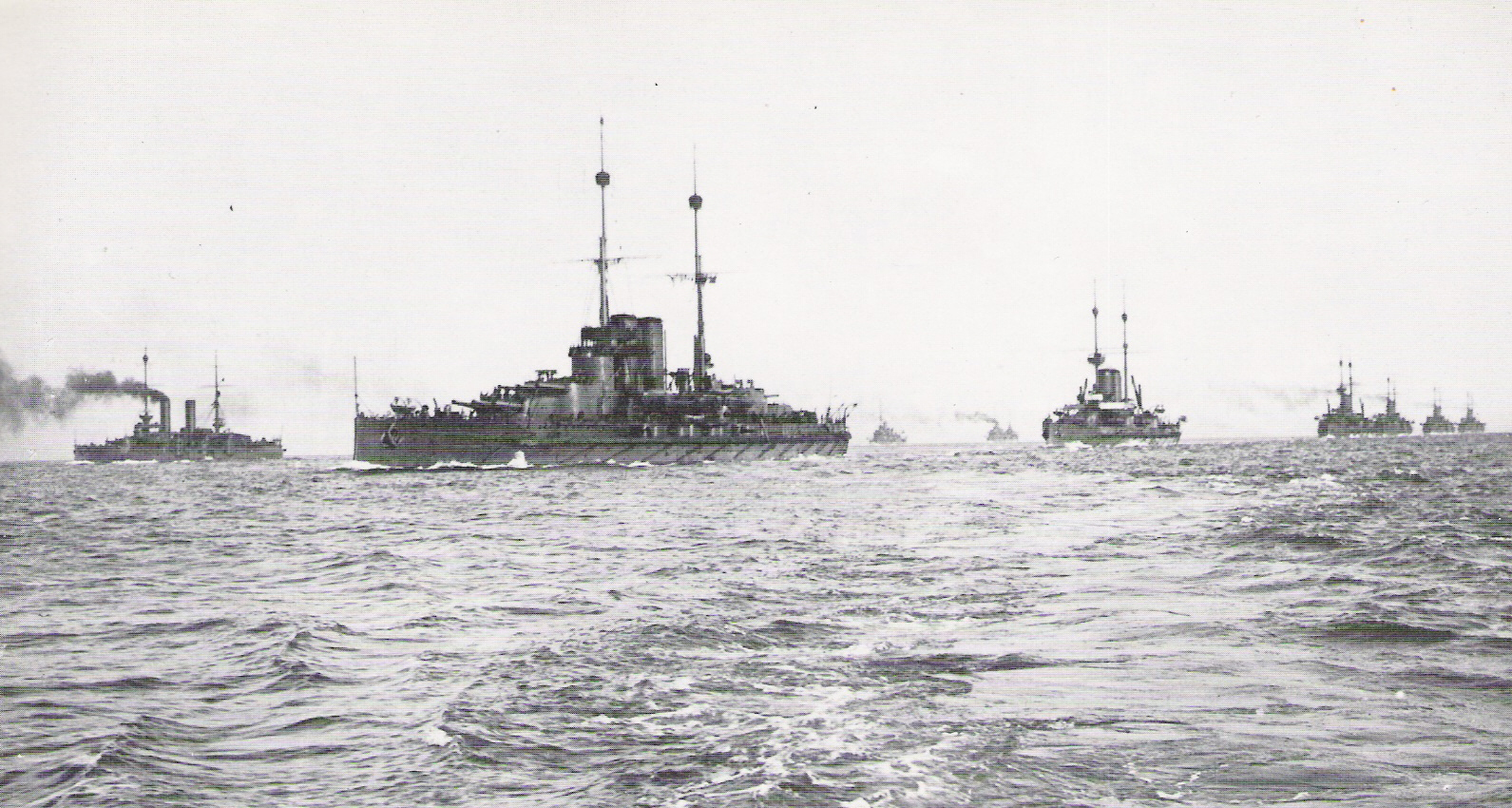
A frota de couraçados austro-húngaros em 1913, com o Viribus Unitis na vanguarda

A construção do Viribus Unitis começou formalmente nos estaleiros da Stabilimento Tecnico Triestino em Trieste no dia 24 de julho de 1910, com o nome provisório de "Couraçado IV". Várias discussões ocorreram na marinha e imprensa sobre qual seria o nome final da embarcação, com a decisão ficando com o imperador Francisco José I, que escolheu chamar o navio de Viribus Unitis a partir de seu lema pessoal, que em latim significava "Com Forças Unidas". O couraçado foi lançado ao mar em 24 de junho de 1911 em uma grande cerimônia, que teve a presença do arquiduque Francisco Fernando, o herdeiro do trono, e do barão Moritz von Auffenberg, o ministro da guerra. A embarcação foi batizada pela arquiduquesa Maria Anunciata, a irmã de Francisco Fernando. Ele foi comissionado na frota austro-húngara em 5 de dezembro de 1912.
O couraçado foi designado como a capitânia da 1.ª Divisão de Couraçados da 1.ª Esquadra de Batalha da Marinha Austro-Húngara. Ele e outros navios realizaram viagens pelo Mar Mediterrâneo e Mar Adriático nos tempos de paz. O Viribus Unitis e seu irmão SMS Tegetthoff, acompanhados do pré-dreadnought SMS Zrínyi e do navio de defesa de costa SMS Monarch, viajaram pelo Mediterrâneo Oriental, pelo Estreito da Sicília e pelo Levante no início de 1914, visitando os portos de Esmirna, Beirute, Alexandria e Malta. Os dois couraçados partiram de volta para Pola no dia 28 de maio. Ao retornarem, o Viribus Unitis foi encarregado de transportar Francisco Fernando para a Bósnia e Herzegovina, onde o arquiduque acompanharia exercícios militares e depois se encontraria com sua esposa Sofia, Duquesa de Hohenberg, para inaugurarem um museu em Sarajevo.
A viagem ocorreu como planejado e o arquiduque acompanhou os exercícios por três dias, em seguida encontrou com a esposa em Sarajevo, onde os dois foram assassinados no dia 28 de junho. Os corpos de Francisco Fernando e Sofia foram transferidos para o Viribus Unitis, que estava ancorado esperando o retorno do arquiduque. Nesse meio tempo, uma escolta composta pelo Tegetthoff, o cruzador SMS Admiral Spaun e vários barcos torpedeiros chegaram à Bósnia. Eles acompanharam o Viribus Unitis de volta para Trieste, com toda a formação navegando lentamente perto do litoral. A morte de Francisco Fernando acabou levando ao início da Primeira Guerra Mundial.

### Primeira Guerra

#### Início
A assistência da frota austro-húngara foi logo requerida pela Divisão Mediterrânea alemã, que era formada pelos cruzadores SMS Goeben e SMS Breslau. Os navios alemães estavam tentando fugir de Messina, onde estavam se reabastecendo antes do início da guerra. Embarcações britânicas começaram a se reunir perto de Messina nas primeiras semanas de agosto, em uma tentativa de prender os alemães. A Áustria-Hungria ainda não tinha mobilizado sua frota, porém uma força foi reunida, composta por vários navios de guerra, dentre eles o Viribus Unitis e seus irmãos. O alto-comando austro-húngaro não queria instigar uma guerra contra o Reino Unido, assim ordenou que sua frota evitasse as embarcações britânicas e apenas apoiasse os navios alemães abertamente enquanto estivessem em águas austro-húngaras. O Goeben e o Breslau partiram de Messina em 7 de agosto e a frota austro-húngara partiu para Brindisi a fim de encontrar-se com os alemães e escoltá-los até um porto aliado na Áustria-Hungria. Os alemães acabaram seguindo para o Império Otomano e a frota austro-húngara, em vez de acompanhá-los até o Mar Negro, voltou para sua base naval em Pola.
Reino Unido e França declararam guerra contra a Áustria-Hungria em 11 e 12 de agosto, respectivamente. O Viribus Unitis e o restante da frota austro-húngara pouco fizeram depois da fuga do Goeben e Breslau, passando a maior parte de seu tempo ancorados em Pola. Essa inatividade se deu por vários motivos, como temores de minas navais no Adriático, medo que um confronto direto contra a Marinha Nacional Francesa fosse enfraquecer a Marinha Austro-Húngara a ponto de permitir livre operação para a Marinha Real Italiana, um bloqueio anglo-francês do Mar Adriático na forma da Barragem de Otranto e escassez de carvão. Este último elemento vinha do fato de que 75% do suprimento de carvão da Áustria-Hungria era comprado do Reino Unido. Consequentemente, os navios austro-húngaros foram empregados como uma frota de intimidação, fazendo com que as principais embarcações da marinha, incluindo o Viribus Unitis, permanecessem atracadas a menos que as circunstâncias exigissem sua ação.

#### Ancona

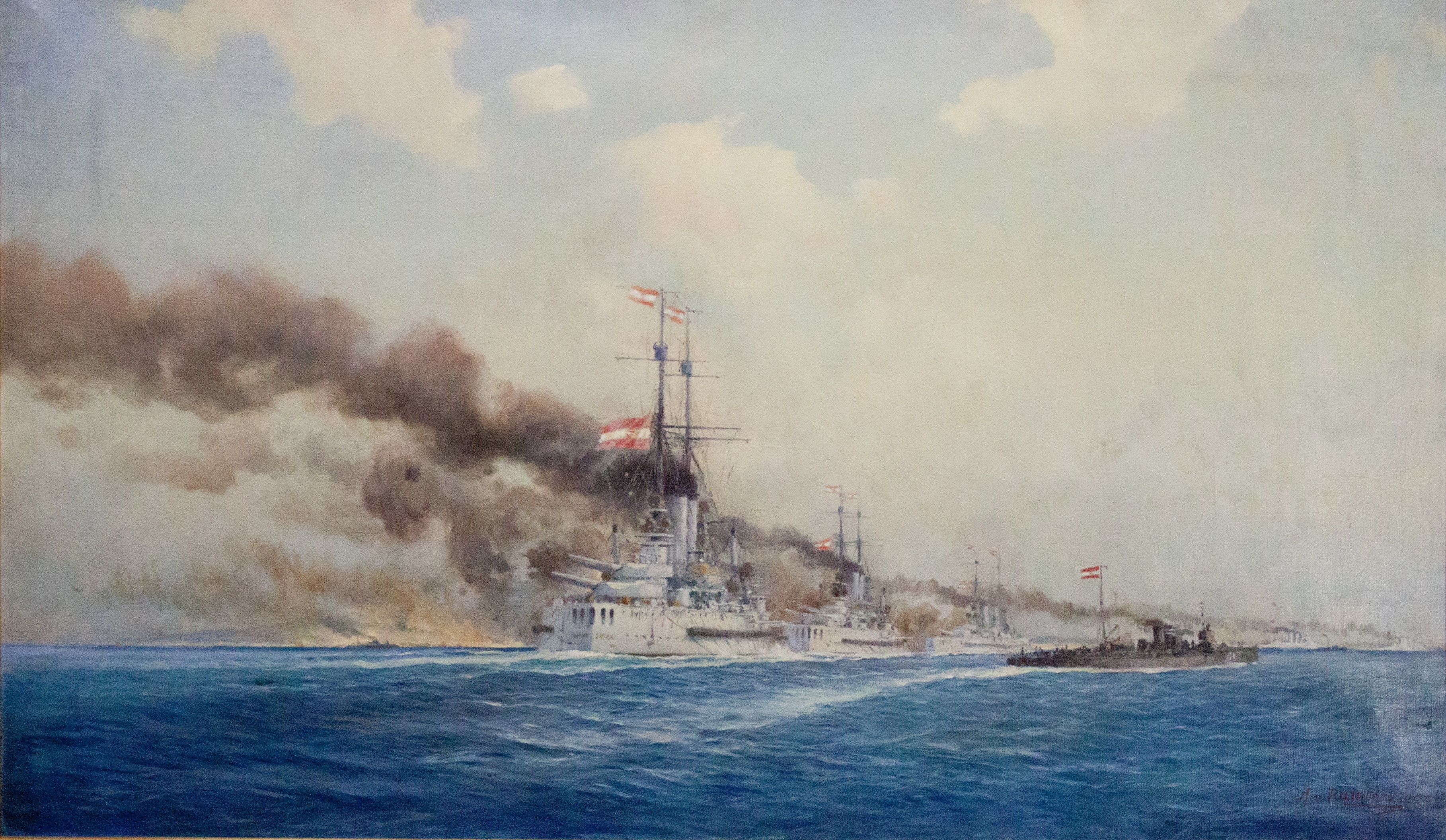
Pintura de August von Ramberg do Viribus Unitis, Tegetthoff e Prinz Eugen participando do bombardeio de Ancona em maio de 1915

A Itália negociou com os Aliados sua entrada no conflito em abril de 1915. Os italianos renunciaram a sua aliança prévia com a Alemanha e Áustria-Hungria em 4 de maio, dando a todos um aviso adiantado de que a Itália estava se preparando para entrar em guerra contra eles. O almirante Anton Haus, Comandante da Marinha Austro-Húngara, fez preparações a fim de enviar suas principais embarcações para o Adriático e realizar um grande ataque contra a Itália assim que a guerra fosse declarada. A declaração ocorreu em 23 de maio, com a frota austro-húngara, incluindo o Viribus Unitis, deixando Pola entre duas e quatro horas depois de a declaração ter sido recebida, seguindo para bombardear a costa italiana.
Enquanto partes da frota foram destacadas para atacarem alvos secundários ao longo da província de Ancona, a força principal da Marinha Austro-Húngara, liderada pelo Viribus Unitis e seus irmãos, foi bombardear a cidade de Ancona e arredores. Os membros da Classe Tagetthoff foram acompanhados pelo SMS Erzherzog Franz Ferdinand e pelos pré-dreadnoughts das classes Habsburg e Erzherzog Karl. Haus decidiu liderar o ataque a partir do antigo SMS Habsburg, em vez de a bordo do Viribus Unitis, que era sua capitânia, para não arriscar os couraçados mais modernos da frota. A operação foi um grande sucesso, com a infraestrutura portuária e militar de Ancona e das cidades vizinhas tendo sido seriamente danificada.

#### Restante

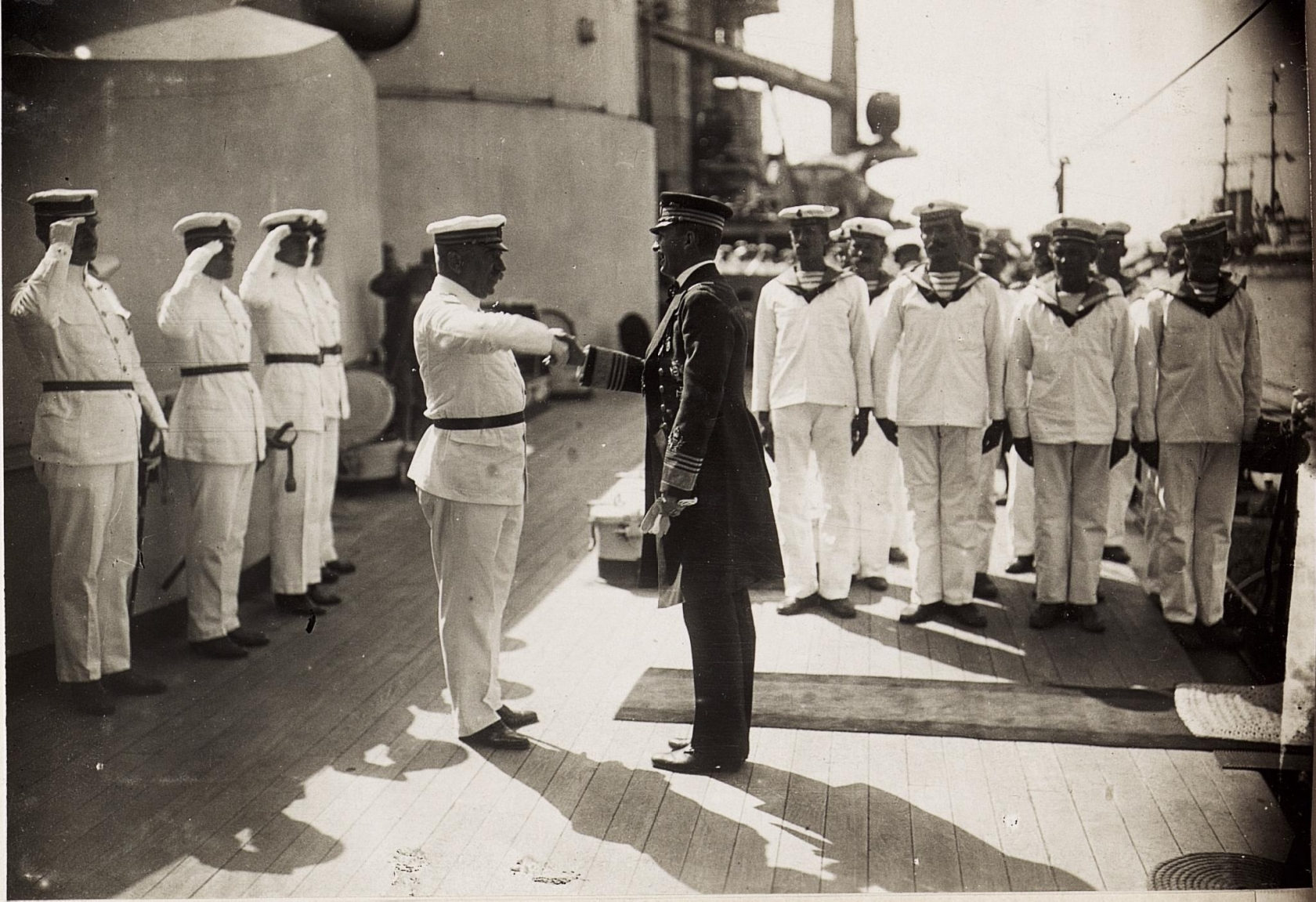
O imperador Carlos I fazendo uma visita ao Viribus Unitis em 3 de junho de 1917

Devido à escassez de carvão e à Barragem de Otranto, os navios foram incapazes de participarem de grandes operações ofensivas depois do ataque a Ancona, assim foram relegados a defender o litoral da Áustria-Hungria. Haus morreu a bordo do Viribus Unitis em fevereiro de 1917, tendo seu funeral sido realizado a bordo do navio com a presença do imperador Carlos I. Haus foi sucedido no comando da marinha pelo almirante Maksimilijan Njegovan, que continuou com a mesma estratégia de seu predecessor de empregar as embarcações austro-húngaras como uma frota de intimidação. O momento mais significativo para o Viribus Unitis nesse período ocorreu em junho de 1917, quando Carlos realizou uma revista formal da frota e visitou o couraçado. Além dessas visitas, as únicas outras ações de que a base naval de Pola e o Viribus Unitis participaram desde o bombardeio de Ancona foi enfrentar mais de oitenta ataques aéreos realizados pelo recém-formado Corpo Aeronáutico Militar italiano.
Njegovan foi tirado de seu posto em fevereiro de 1918 devido a um motim em Cátaro, sendo substituído pelo contra-almirante Miklós Horthy. Este começou a reorganizar a marinha de acordo com sua visão, também tirando a frota do porto com o objetivo de realizar exercícios de manobra e artilharia regularmente. Foram as maiores operações que a marinha tinha feito desde o início da guerra. Essas ações tinham a intenção de restaurar a ordem depois de vários motins fracassados, mas também de preparar a frota para uma grande operação ofensiva. Horthy resolveu realizar uma grande ofensiva com a frota a fim de abordar a moral baixa e o tédio dos marinheiros, além de facilitar a saída de u-boots austro-húngaros e alemães do Adriático para o Mediterrâneo. Ele concluiu que a frota estava pronta depois de meses de exercícios, marcando a ofensiva para o início de junho de 1918.
O plano de Horthy era atacar a Barragem de Otranto com uma grande frota de couraçados, barcos torpedeiros, contratorpedeiros e cruzadores. O Viribus Unitis e o SMS Prinz Eugen partiram para o sul em 8 de junho, na companhia dos elementos principais de sua frota, enquanto o Tegetthoff, SMS Szent István e suas escoltas partiram logo no dia seguinte. A ideia era que os membros da Classe Tegetthoff se unissem e usassem seu poder de fogo combinado para destruir a barragem e enfrentar quaisquer embarcações aliadas que encontrassem. Em 10 de junho, enquanto o Tegetthoff e o Szent István seguiam para Islana a fim de se encontrarem com seus irmãos, eles foram avistados por duas lanchas torpedeiras italianas voltando de uma patrulha de rotina. O Szent István foi torpedeado duas vezes e naufragou. Horthy, temendo mais ataques de lanchas ou contratorpedeiros italianos, além da chegada de possíveis couraçados Aliados, achou que o elemento surpresa tinha sido perdido e cancelou o ataque.

#### Naufrágio

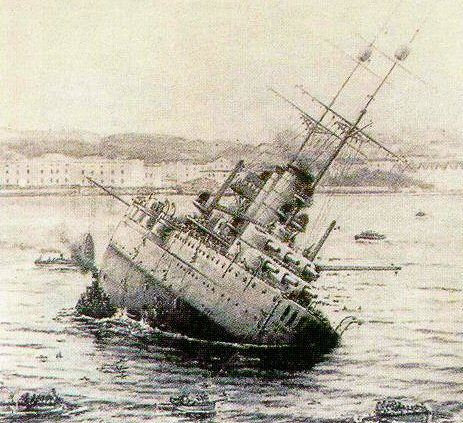
Desenho do Jugoslavija afundando em Pola no dia 1º de novembro de 1918

Ficou claro em outubro de 1918 que a Áustria-Hungria estava à beira da derrota. Consequentemente, o governo austro-húngaro decidiu transferir pacificamente a maior parte de sua frota para o recém-declarado Estado dos Eslovenos, Croatas e Sérvios. Isto foi considerado uma melhor opção do que entregá-la para os Aliados, pois o novo país tinha declarado neutralidade e não tinha derrubado Carlos, assim ainda existia a possibilidade de reformar o império em uma monarquia tripla. A transferência começou na manhã de 31 de outubro, com Horthy encontrando-se com representantes iugoslavos a bordo do Viribus Unitis. Arranjos foram acordados e a transferência foi completada durante a tarde, com Viribus Unitis sendo então renomeado para Jugoslavija. O controle do navio ficou com o capitão Janko Vuković, que foi elevado para a patente de almirante a assumiu as responsabilidades de Comandante da Marinha.
Na noite seguinte, dois marinheiros italianos, Raffaele Paolucci e Raffaele Rossetti, conseguiram navegar um torpedo tripulado primitivo até Pola sem serem detectados. Eles passaram no meio de vários navios e colocaram uma caixa de explosivos no casco do couraçado, programando-a para explodir às 6h30min. Eles foram descobertos por um vigia e aprisionados logo em seguida. Os dois foram levados a bordo do Jugoslavija, onde descobriram sobre a transferência da frota e aconselharam Vuković a evacuar o navio. O almirante mandou que os italianos fossem levados para o Tegetthoff e ordenou a evacuação total do Jugoslavija. A explosão não aconteceu às 6h30min e Vuković achou que os italianos tinham mentido, assim voltou para a embarcação com um grupo de vários marinheiros. Os explosivos detonaram às 6h44min e o couraçado afundou em quinze minutos, com Vuković e por volta de quatrocentos marinheiros morrendo. Paolucci e Rossetti permaneceram como prisioneiros por alguns dias até o fim da guerra. Os destroços do Jugoslavija foram desmontados no porto de Pola entre 1920 e 1930.